# Bad Marienberg

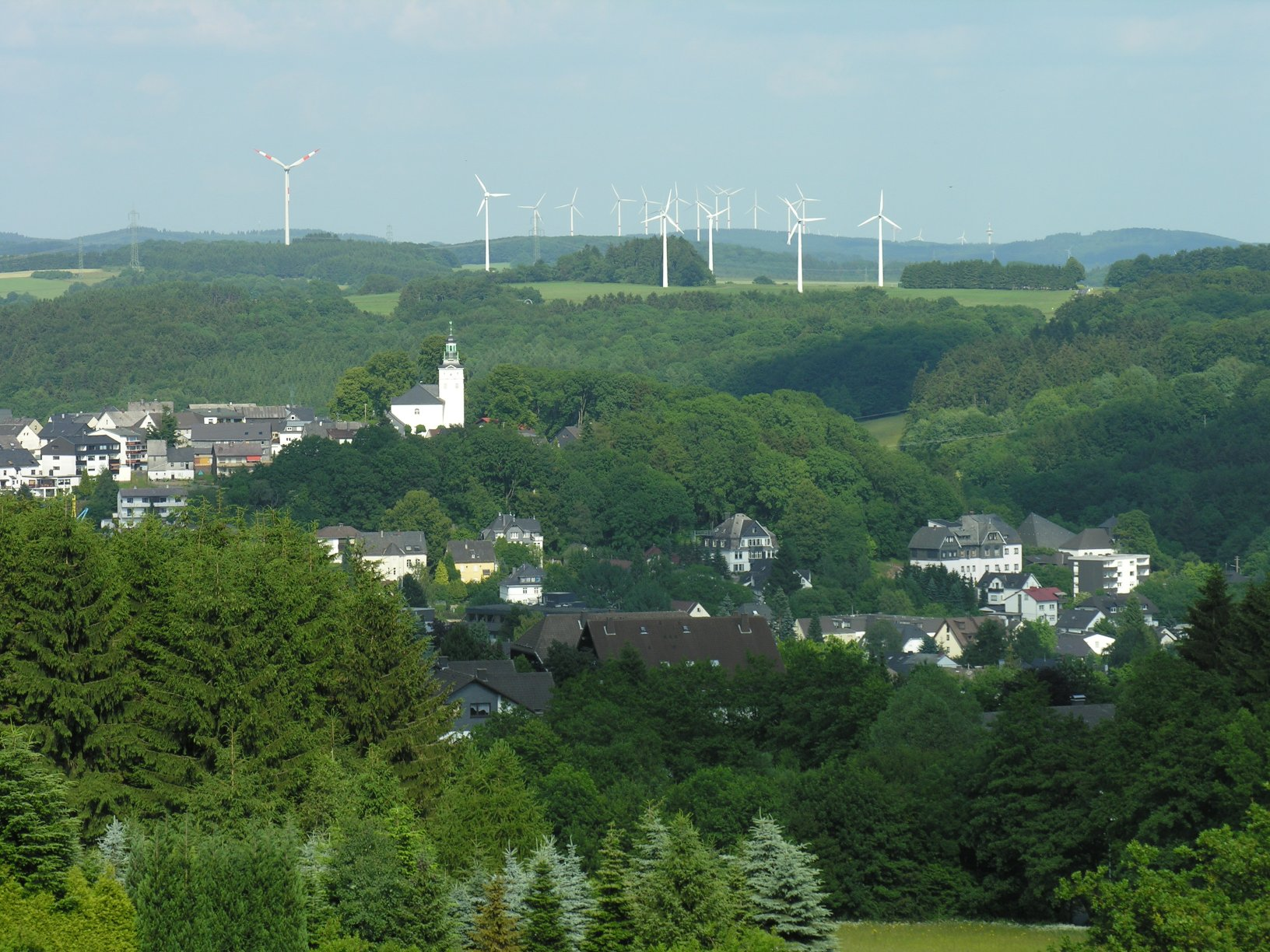
Bad Marienberg

Bad Marienberg (Westerwald) là một thị xã ở huyện Westerwald trong bang Rhineland-Palatinate, Đức, và là thủ phủ của Verbandsgemeinde, một dạng đô thị tập thể chỉ có ở bang Rheinland-Pfalz.
Đô thị này nằm ở Westerwald giữa Limburg và Siegen. Sông Nister chảy qua thị xã từ phía đông sang phía tây.
Các làng: Eichenstruth, Langenbach và Zinhain.